# Mirel Rădoi
Mirel Matei Rădoi (22 de marzo de 1981 en Drobeta Turnu-Severin, Rumanía) es un exfutbolista y entrenador rumano. Actualmente dirige a Universitatea Craiova.
Siendo mediocampista defensivo o central, Rădoi comenzó su carrera como jugador en el Extensiv Craiova en 1999, antes de fichar por el Steaua București un año después. Tras ocho temporadas y media en la capital, pasó su última carrera en el Al-Hilal, Al-Ain, Shabab Al-Ahli y Al-Arabi. A nivel internacional, fue internacional en 68 ocasiones con Rumania, a la que representó en la Eurocopa 2008.
La primera etapa de Rădoi como entrenador fue en Steaua București en 2015, donde permaneció durante seis meses. Tres años más tarde, fue designado al frente de la selección nacional sub-21 de Rumania, a la que llevó a las semifinales de la Eurocopa Sub-21 de 2019. Esto resultó en su ascenso a la selección absoluta en noviembre de 2019, pero se fue después de dos años con menos éxito.

## Carrera como jugador

### Extensiv Craiova
Rădoi comenzó a jugar al fútbol a la edad de ocho años, primero como portero y luego como defensa. Comenzó su carrera juvenil en el Turnu Severin y allí fue descubierto por Sorin Cârțu, el entrenador de Extensiv Craiova, quien quedó tan impresionado con él que compró Rădoi en 1999, financiando el traspaso con su propio dinero. Rădoi hizo su debut profesional en 1999, en una derrota contra el Dinamo de Bucarest el 4 de marzo de 2000.

### Steaua Bucarest
Solo un año después, en el verano de 2000, Rădoi se unió al Steaua București por una tarifa de €110.000. Al describir su primer día en el Steaua, dijo: "Fue como un shock positivo para mí. De repente estaba en el mismo lugar con jugadores como Iulian Miu, Marius Baciu y Miodrag Belodedici, jugadores que vi en la televisión. Fue como un sueño".
Su entrenador en el Steaua fue Victor Pițurcă, el exentrenador de la Selección nacional de Rumania, quien lo ascendió al primer equipo del Steaua. Luego se convirtió en uno de los jugadores más importantes del Steaua. En su primer partido con el club, una victoria por 4-3 sobre el FCM Bacău en el Estadio de fútbol de Ghencea, Rădoi anotó el empate en el noveno minuto después de que Cătălin Cursaru hubiese abierto el marcador para Bacău menos de un minuto antes. El Steaua ganaría el campeonato de la liga rumana ese año, así como la Supercopa de Rumania contra sus rivales Dinamo.
En 2005, Rădoi ganó un segundo título de campeonato; y en 2006, otro más: el tercero. El 24 de febrero de 2005 ganó un importante partido de la Copa de la UEFA contra el entonces campeón Valencia. En 2006, Rădoi fue el capitán del equipo en la semifinal de la Copa de la UEFA contra el Middlesbrough, que el Steaua perdió por 4-3 en el global.
En el verano de 2006, circuló el rumor de que Rădoi ficharía por el Portsmouth de la Premier League tan pronto como se abriera la ventana de transferencia en Inglaterra, con una tarifa de transferencia estimada en alrededor de £11 millones. Sin embargo, la transferencia no se materializó y muchos especularon que dicha oferta no era más que una estratagema para aumentar el valor potencial de transferencia del jugador antes de mudarse a otro lugar. Al final, el propietario de FCSB Gigi Becali declaró que no vendería Rădoi después de todo. Debido a una lesión, solo jugó un partido oficial en la temporada 2006-07 el 12 de noviembre, en una victoria por 6-0 contra el Național București.

### Últimos años
En enero de 2009, Rădoi firmó un contrato de tres años con club saudita Al-Hilal que ofreció un salario aproximado de €1,4 millones anuales. La tarifa de transferencia que recibió FCSB fue de alrededor de 6 millones de euros. El rumano hizo su debut con Al-Hilal en el derbi local contra Al-Nassr, que Al-Hilal ganó 2-0 con Rădoi anotando el segundo gol.
En su sexto partido con el club, ganó la Copa del Príncipe, derrotando a Al-Shabab en la final. Apodado "El Guerrero" por sus fanáticos en Arabia Saudita, fue elegido Jugador del año de la Liga Profesional Saudí en 2010.
Rădoi pasó tres años en el club, convirtiéndose en una leyenda, antes de reunirse con el exentrenador de Al-Hilal y Steaua Cosmin Olăroiu en Al-Ain. En junio de 2011, Rădoi fue transferido a Al-Ain por una tarifa de 4,2 millones de euros. Firmó un contrato de dos años por un valor de 2,5 millones de euros anuales.

## Carrera como entrenador
Tras una temporada fallida en el Steaua, Rădoi fue llamado al frente de la selección sub-21 de Rumaia, tomando el relevo del equipo formado por Daniel Isăilă, equipo con el que se clasificó para el Campeonato Europeo de la UEFA Sub-19, ganando el grupo preliminar después de las victorias sobre Portugal, Gales y Suiza. En el torneo final, Rumania formó parte de un grupo con Inglaterra, Francia y Croacia. Allí, comenzó con una victoria sobre Croacia, en el segundo partido dio la sorpresa del torneo al eliminar a Inglaterra, clasificándose a semifinales por primera vez en su historia tras empatar con Francia donde quedarían eliminados ante Alemania cayendo derrotados por 4-2.
Rădoi se convirtió en el entrenador de la selección de Rumania después de la renuncia de Cosmin Contra en noviembre de 2019. El 9 de agosto de 2022, se convirtió en entrenador de Universitatea Craiova. Renunció a su cargo el 7 de diciembre de 2022, tras la eliminación del equipo en la fase de grupos de la Copa de Rumania.
El 22 de enero de 2023, Rădoi fue nombrado entrenador del club Al-Tai de la Saudi Pro League. Fue despedido por el club el 18 de mayo de 2023.
El 25 de mayo de 2023, se hizo oficial su contratación como entrenador del Al-Bataeh de la UAE Pro League.En enero de 2024, se anunció su salida del club de mutuo acuerdo.
El 5 de enero de 2024, fue confirmado como entrenador del Al-Jazira.El 9 de abril, fue despedido de su cargo luego de una serie de malos resultados.
En enero de 2025, inició su segunda etapa al frente de Universitatea Craiova.

## Clubes

### Como jugador
| Club            | País                   | Año         | Partidos | Goles |
| --------------- | ---------------------- | ----------- | -------- | ----- |
| FC Caracal      | Rumania                | 1999 - 2000 | 14       | 0     |
| Steaua Bucarest | Rumania                | 2000 - 2009 | 186      | 12    |
| Al-Hilal        | Arabia Saudita         | 2009 - 2011 | 52       | 10    |
| Al-Ain          | Emiratos Árabes Unidos | 2011 - 2014 | 79       | 6     |
| Shabab Al-Ahli  | Emiratos Árabes Unidos | 2014 - 2015 | 18       | 1     |
| Al-Arabi SC     | Catar                  | 2015        | 6        | 0     |

### Como entrenador
| Club                        | País                   | Año           |
| --------------------------- | ---------------------- | ------------- |
| Steaua Bucarest             | Rumania                | 2015          |
| Selección sub-21 de Rumania | Rumania                | 2018-2019     |
| Selección de Rumania        | Rumania                | 2019-2021     |
| Universitatea Craiova       | Rumania                | 2022          |
| Al-Tai                      | Arabia Saudita         | 2023          |
| Al-Bataeh                   | Emiratos Árabes Unidos | 2023-2024     |
| Al-Jazira                   | Emiratos Árabes Unidos | 2024          |
| Universitatea Craiova       | Rumania                | 2025-presente |

## Palmarés

### Como jugador

#### Campeonatos nacionales
| Título                                    | Club            | País                   | Año     |
| ----------------------------------------- | --------------- | ---------------------- | ------- |
| Liga I                                    | Steaua Bucarest | Rumania                | 2000-01 |
| Supercopa de Rumania                      | Steaua Bucarest | Rumania                | 2001    |
| Liga I                                    | Steaua Bucarest | Rumania                | 2004-05 |
| Liga I                                    | Steaua Bucarest | Rumania                | 2005-06 |
| Supercopa de Rumania                      | Steaua Bucarest | Rumania                | 2006    |
| Copa del Príncipe                         | Al-Hilal        | Arabia Saudita         | 2008-09 |
| Liga Profesional Saudí                    | Al-Hilal        | Arabia Saudita         | 2009-10 |
| Copa del Príncipe                         | Al-Hilal        | Arabia Saudita         | 2009-10 |
| Liga Profesional Saudí                    | Al-Hilal        | Arabia Saudita         | 2010-11 |
| Copa del Príncipe                         | Al-Hilal        | Arabia Saudita         | 2010-11 |
| UAE Pro League                            | Shabab Al-Ahli  | Emiratos Árabes Unidos | 2011-12 |
| Supercopa de los Emiratos Árabes Unidos   | Shabab Al-Ahli  | Emiratos Árabes Unidos | 2012    |
| UAE Pro League                            | Shabab Al-Ahli  | Emiratos Árabes Unidos | 2012-13 |
| Copa Presidente de Emiratos Árabes Unidos | Shabab Al-Ahli  | Emiratos Árabes Unidos | 2012-13 |